# M/S Solskär

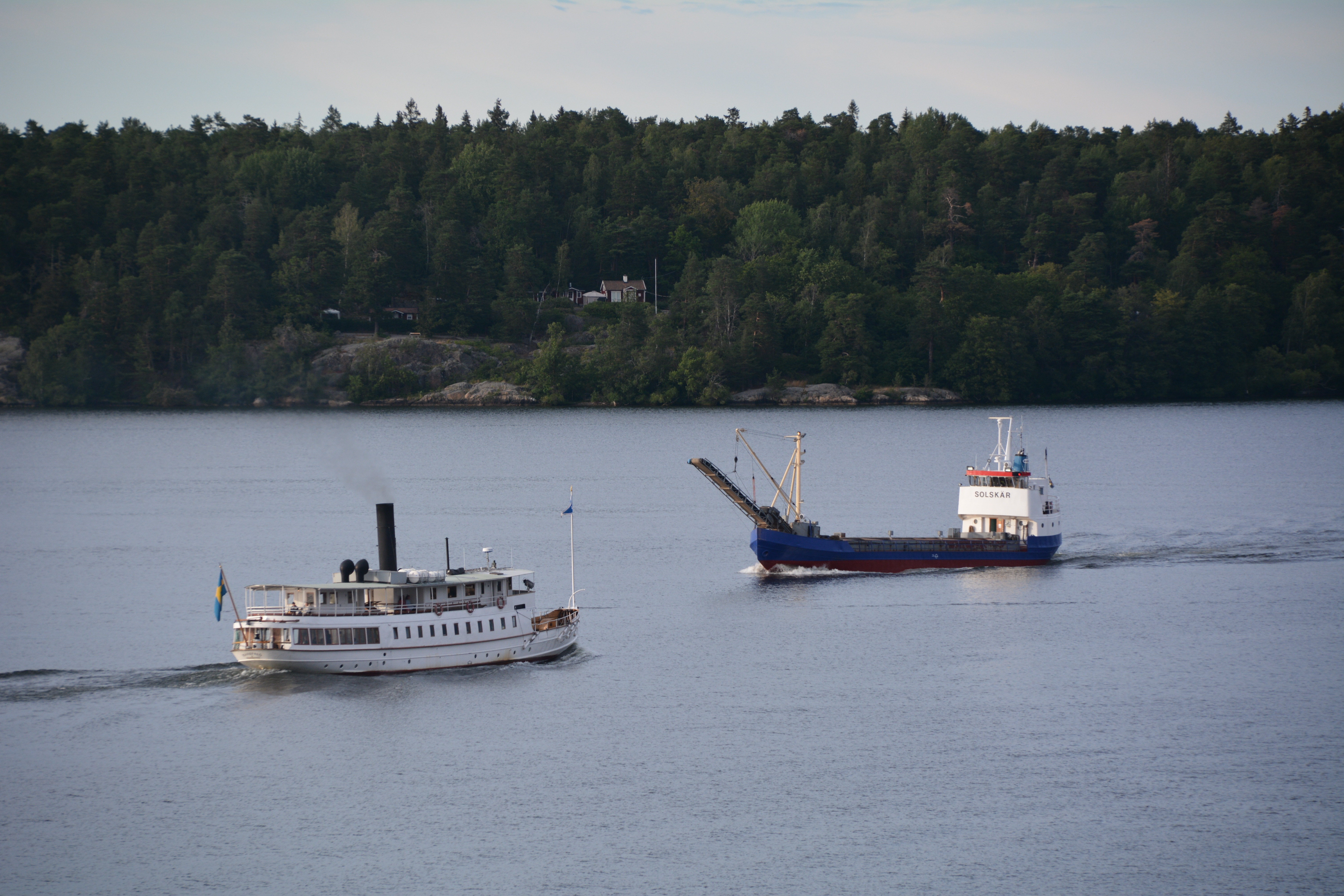
M/S Solskär möter S/S Mariefred på Mälaren vid Björnholmen

M/S Solskär är ett svenskt lastfartyg. Hon byggdes 1946 som M/S Underås Sandtag III av Hjälmare Kanal och Slussverks AB:s Varv i Hjälmare docka vid Hjälmare kanal för AB Underås i Enhörna.
M/S Solskär ägs idag och seglar för Rederi AB Skärgårdsgrus i Gällnö by i Värmdö kommun.

## Bildgalleri

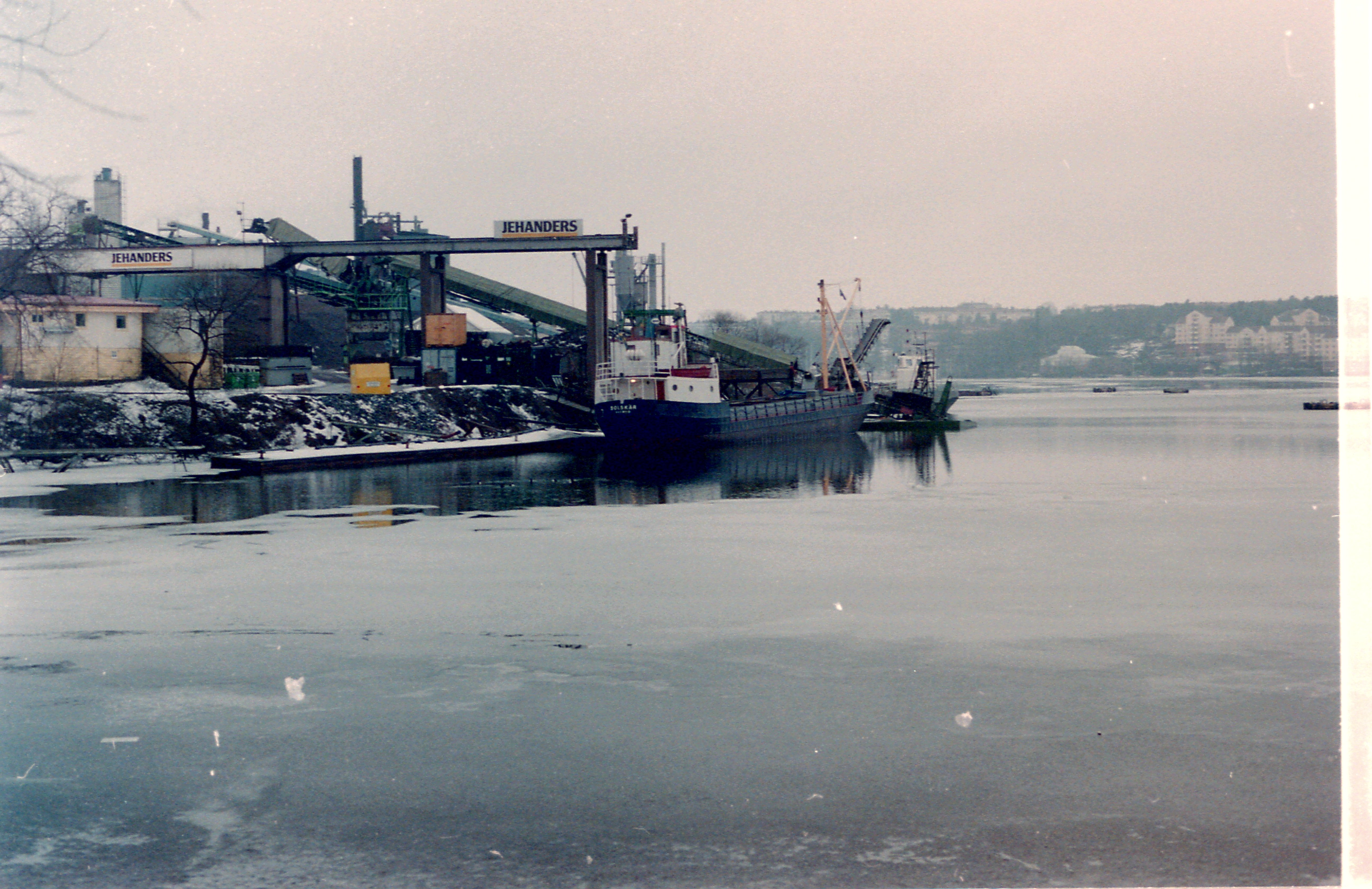
M/S Solskär vid Jehanders terminal i Hornsberg i Stockholm, 1999
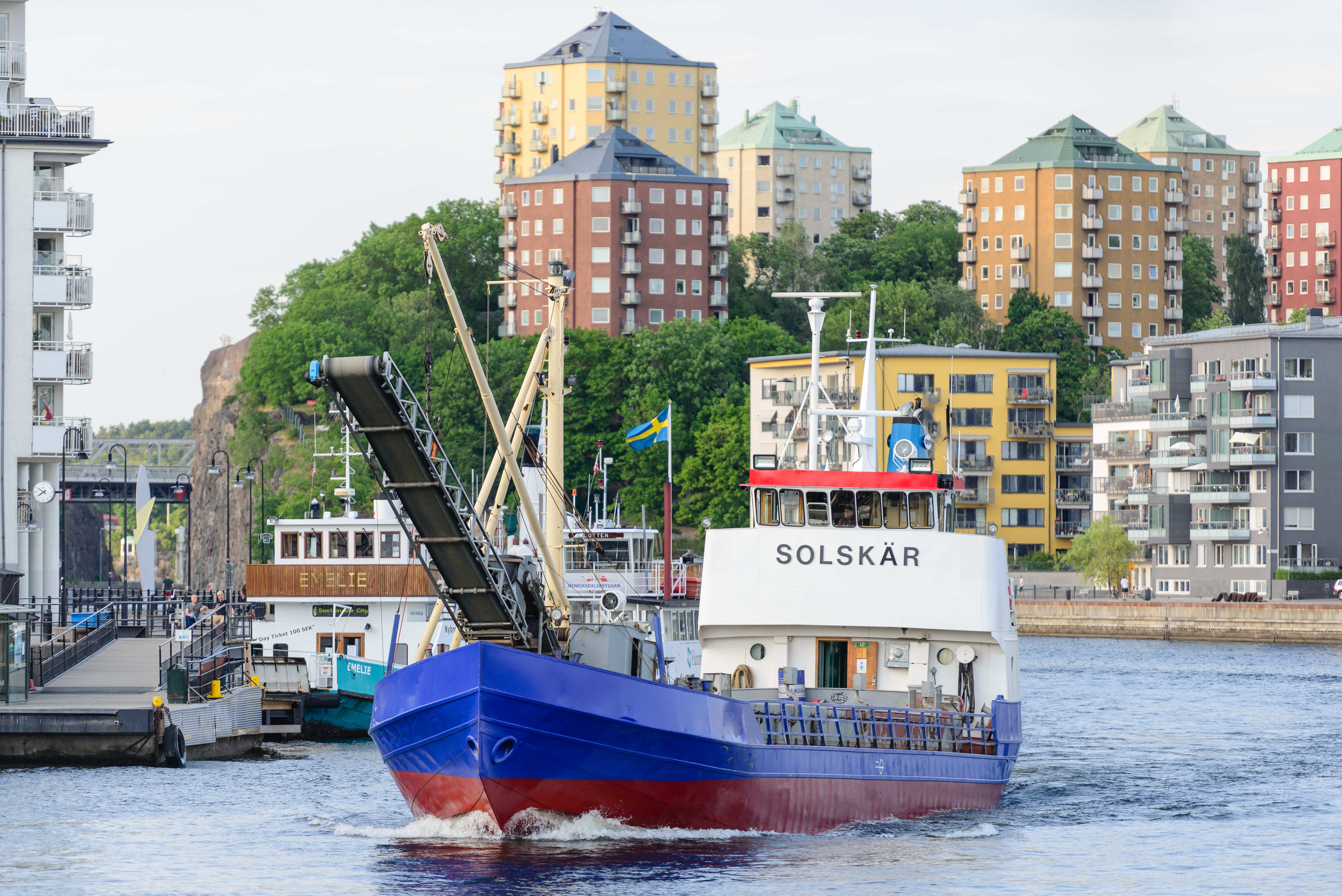
M/S Solskär vid infarten till Hammarby sjö i Stockholm, 2018
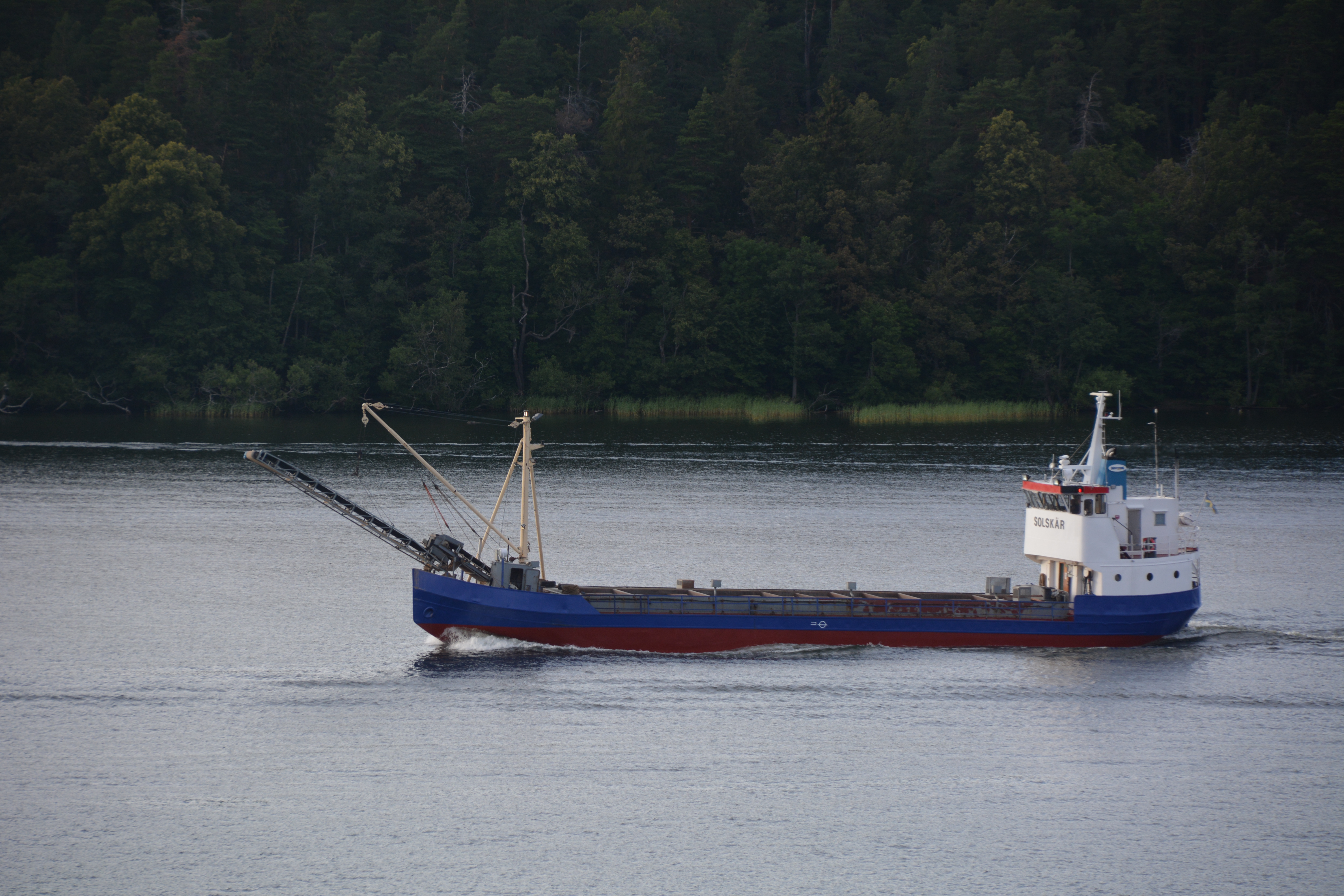
M/S Solskär i Mälaren utanför Björnholmen, 2019